# Mimir

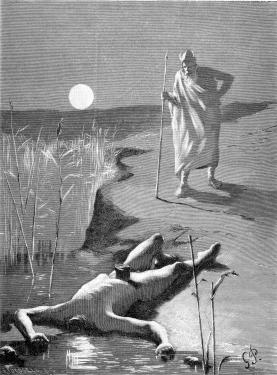
Odin Mimir lefejezett testénél

Mimir egy óriás a skandináv mitológiában, aki a bölcsesség forrását őrizte, a róla elnevezett Mimir kútjában, az Yggdrasil gyökereinél. Az Yggdrasilnál három gyökere volt, és a bölcsesség forrása az alatt volt, amelyik a Jotunheim felé nőtt. Aki a Mimir forrásából/kútjából ivott, mindent látott és hallott, ami történni fog. Mimir, aki minden nap ivott a vizéből, ezért volt olyan bölcs. Odin feláldozta egyik szemét azért, hogy ihasson a forrásból, s ezáltal bölcsebb legyen és a jövőbe lásson.
A völva (az Eddában) így mesél róla:
Mindent tudok, ó, Ódin,

szemed hol rejted:

Mímir fenséges

forrásának mélyén!

Mímir minden reggel

így merít mézsört

Öldöklés Atyjának

zálogából. - Mit tudtok még?
Az Áz–ván háborút követő túsz-váltáskor az ázok Mimirt és Hönirt küldték a vánokhoz. Amikor azok rájöttek, hogy Hönir nem olyan okos, mint ahogy gondolták és mindenben tanácsot kér Mimirtől, becsapva érezték magukat. Bosszúból Mimirt lefejezték és fejét elküldték az ázoknak. Odin bebalzsamozta azt és mágiával életre keltette, hogy tanácsot tudjon kérni tőle.
Például a Ragnarök kezdetekor: (idézet az Eddából)
Mímir fiai futnak,

kimért sors közelít

a viadalos-sereges

Visszhang Kürtjéhez.

Fújja harsányan Heimdall,

fennen a kürt leng,

Ódin akkor

Mímir fejével szól.
Mimir és Odin anyja, Beisla testvérek voltak, Ymir egyenes leszármazottai. Mimirt nagyon sok néven említik, pl: Nare, Narve, Nere, Nidhad, Nide, Brimer, Modsogner, Baugregin, Asvin (Asviðr), Fimbultul, Alfrek, Hoddmimer, Hoddraupner, Gudmund.

## Fordítás
- Ez a szócikk részben vagy egészben  a   Mimer című svéd Wikipédia-szócikk fordításán alapul.  Az eredeti cikk szerkesztőit annak laptörténete sorolja fel. Ez a jelzés csupán a megfogalmazás eredetét és a szerzői jogokat jelzi, nem szolgál a cikkben szereplő információk forrásmegjelöléseként.
- Ez a szócikk részben vagy egészben  a   Mímir című angol Wikipédia-szócikk fordításán alapul.  Az eredeti cikk szerkesztőit annak laptörténete sorolja fel. Ez a jelzés csupán a megfogalmazás eredetét és a szerzői jogokat jelzi, nem szolgál a cikkben szereplő információk forrásmegjelöléseként.